# Беркли, Томас, 1-й барон Беркли
Томас де Беркли (англ. Thomas de Berkeley; 1245, замок Беркли, Глостершир, Королевство Англия — 23 июня 1321, там же) — английский аристократ, 1-й барон Беркли с 1283 года. Участвовал в войнах с Францией и Шотландией.

## Биография
Томас де Беркли принадлежал к рыцарскому роду, представители которого сосредоточили в своих руках обширные владения в Глостершире и южной части Валлийской марки. Он родился в 1245 году в семье сэра Мориса де Беркли и Изабель Фицрой, дочери одного из бастардов короля Джона Безземельного. В 1265 году Томас сражался при Ившеме в составе королевской армии, в 1281 году он унаследовал семейные владения после смерти отца. 28 июня 1283 года Томаса вызвали в парламент как лорда, и это событие считается созданием титула барона Беркли.
В 1292 году Беркли заседал в комиссии, решавшей, кто должен занять шотландский престол. Во время войны с Францией он поставлял в армию пеших солдат из своих владений, в 1296 году возглавлял посольство в Париж. Барон участвовал в походах в Шотландию: сражался при Фолкерке в 1298 году, осаждал Карлаверок в 1300; в 1314 году при Бэннокбёрне он попал в плен и получил свободу ценой большого выкупа.
Томас был женат на Джоан де Феррерс, дочери Уильяма де Феррерса, 5-го графа Дерби, и Маргарет де Квинси. В этом браке родились:
- Морис (1271—1326), 2-й барон Беркли[2];
- Томас;
- Джон (умер примерно в 1317)[3];
- Джеймс;
- Изабель[3];
- Маргарет (умерла после 1320), жена Томаса Фиц-Мориса и Реджинальда Рассела;
- Элис, жена Ральфа де Стортона[4].